# Flemming Toft
Flemming Toft (født 12. oktober 1948, Frederiksberg) er en dansk tidligere TV-kommentator, der arbejdede på TV 2 frem til 1. marts 2015. Siden har han arbejdet freelance med artikler, kommentarer, værtsopgaver m.m. 
Siden oktober 2024 har Flemming Toft været ansat som kommentator og kommentarskribent på fodboldmediet Campo.

## Karriere
Toft er uddannet fra Danmarks Journalisthøjskole i 1973 med udenrigspolitik som speciale. Han har arbejdet for Frederiksborg Amts Avis (1970-73), Berlingske Tidende (1973-77), Politiken (1977-1984), Nordisk Film (1984-86), Danmarks Radio (1986-88), TV 2 (1988-2015) og skrevet om og kommenteret hovedsageligt sportsbegivenheder. Har været "on location" ved ti VM-slutrunder, ti EM-slutrunder - i fodbold, ni Sommer-OL, fem Vinter-OL, dækket 16 Wimbledon-turneringer, tre gange Australian Open, French Open, og tre Davis Cup-finaler i tennis. All England badminton, 31 Formel 1-løb, VM og EM i håndbold (mænd og kvinder), kommenteret to danske OL-guldmedaljer i kvindehåndbold og et EM, professionel sværvægtsboksning (VM) og flere end 300 fodboldlandskampe med Danmark.  
Ved EM i fodbold 1992 kom hans legendariske udbrud: "Hut-li-Hut, da Kim Vilfort scorede Danmarks andet mål i finalen. Han blev en stor del af lydsporet til filmen Sommeren '92, af samme grund for kommenteringen af netop EM-slutrunden sammen med Preben Elkjær. Har kommenteret med bl.a. Frank Arnesen, Preben Elkjær, Jan Mølby, Michael Laudrup, Peter Schmeichel og håndbold med bl.a. Ulrik Wilbek. 

### Forfatter
Flemming Toft har desuden skrevet en række bøger, bl.a. "Det er ikke held det hele" om og med Ulrik Wilbek, "Netop gentagelsen er det smukke" om og med Rolf Sørensen og Jørgen Leth, "Europamestrene" om EM-triumfen i 1992, "Ingen er større end holdet" om Peter Schmeichel, "Fodboldens Hvem-Hvad-Hvor", "Tennis Jul", "Fodbold Jul".